# تيم دريك

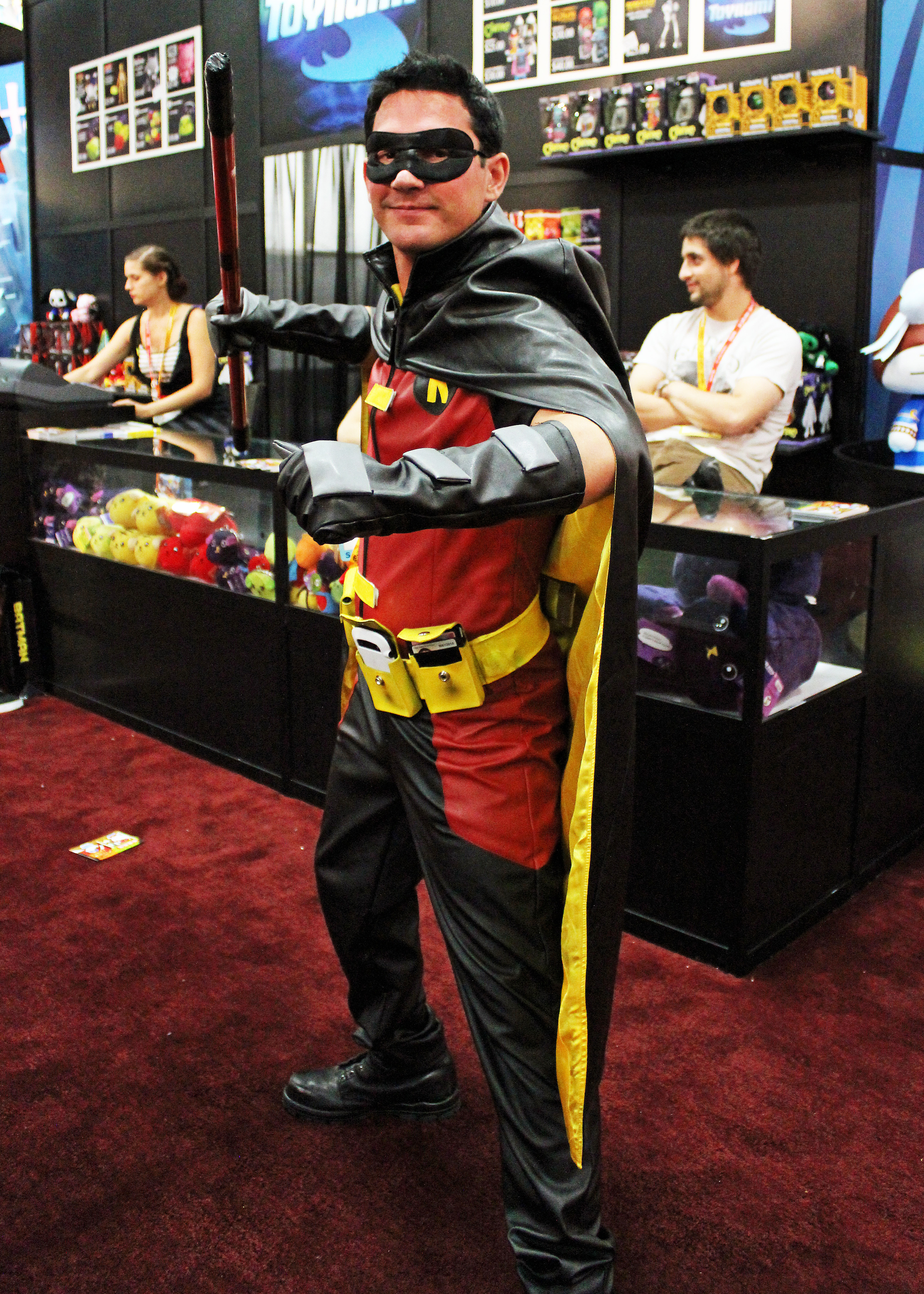
متنكر (كوسبلاير) في زي روبن في مهرجان سان دييغو كوميك-كون لعام 2012.

تيم دريك (بالإنجليزية: Tim Drake) (الأسم الكامل تيموثي جاكسون دريك) هو بطل خارق خيالي يظهر في الكتب المصورة الأمريكية التي تنشرها دي سي كوميكس، عادة بالتعاون مع البطل الخارق باتمان. تم إنشاؤه بواسطة مارف فمان وبات برودريك، أول ظهور له كان في باتمان #436 (آب / أغسطس 1989), يعتبر ثالث شخصية تقوم بدور مساعد باتمان وشريكه روبن حتى عام 2009. في أعقاب الأحداث التي وقعت في باتمان: معركة من أجل القلنسوة، حيث أعتمد تيم دريك لقب روبن الأحمر.
كصبي صغير، كان تيم حاضراً في الليلة التي قُتل فيها والدي ديك غرايسون وتمكن في وقت لاحق من أكتشاف هويتي باتمان وروبن الأصلي من خلال مآثرهم. بعد وفاة روبن الثاني، جيسون تود، وشهد تخبط باتمان في الظلام، كان تيم مقتنعاً بأن يجب عليه التدرب ليصبح ثالث روبن. وهو معروف بكونه أحد الأعضاء المؤسسين لعضوية شباب العدالة/ والقائد الحالي لمراهقوا التايتنز.
ظهرت الشخصية في العديد من المحافل، بما في ذلك مسلسل الرسوم المتحركة مغامرات باتمان الجديدة, شباب العدالة: الغزو، سلسلة ألعاب الفيديو باتمان: آركام. في عام 2011, أحرز تيم دريك المرتبة 32 في IGN أفضل 100 بطل خارق في الكوميكس.

## تاريخ النشر
تم تسمية تيم دراك على تيم بيرتون، مخرج فيلم 1989, وقدم في عام 1989 باتمان: السنة الثالثة وأصله مفصلاً في باتمان: مكان وحيد للموت، والذي قدم فيه نفسه لأول مرة إلى ديك غرايسون، وأعجب روبن السابق بمهاراته. أدى ذلك بغرايسون وثم لاحقاً ألفريد ألفريد بيني وورث، الخادم الشخصي لبروس واين، لدعم طلب تيم ليكون الشريك الجديد لباتمان. لم يرغب باتمان في أرتكاب نفس الخطأ كما فعل مع جيسون تود، فقد عانى تيم من فترة تدريب مكثفة لم يتم إعطاؤها لأسلافه. وفي النهاية، بعد أن أنقذ تيم باتمان من الفزاعة أثبت قدرته وأصبح روبن. كان دينيس أونيل محرر باتمان يأمل في أن موافقة غرايسون على دريك ستخفف قبول القارئ له. من الواضح أن هذا الأسلوب كان ناجحًا مع قبول الشخصية من قبل القراء، بعد ثلاث أفلام ناجحة، كان للشخصية سلسلة من 183 إصدارًا من 1993 وحتى 2009. ذكر مايك مولينز على نيوزاراما:
طوال [سلسلة روبن بالكامل]، يتم القبض على شخصية روبن بأستمرار، مما يدل على أنه يرتقي لتحديات أكبر وأكبر. روبن هو شخصية تظهر المبادرة وهي مدفوعة للقيام بما يعتبره حقًا. وهو يعلم بأنه يعيش على تراث تركه ديك غرايسون ويسعى جاهداً إلى ألا يخيب أمل بروس واين، باتمان. تيم هو محقق طبيعي أكثر من الروبن السابقين وهو بارع بأجهزة الحاسوب، مما يسمح له بالوقوف في أضواءه الفريدة الخاصة به. على عكس أسلافه، لم يكن تيم المقاتل الأكثر كفاءة، وكان عليه أن يحسن أسلوبه القتالي، حيث أخذ فريق العمل بأعطائه ميزة لا يحتاجها باتمان. يسعى «تيم» دائمًا إلى تحليل المشكلة والتخلي عن خصمه ولكنه أظهر القدرة على الفوز في القتال عند الضرورة.
.
كشخصية روبن له أيضاً مكانة بارزة في شباب العدالة وسلسلة 2003 مراهقوا التايتنز. اعتباراً من حزيران / يونيو 2009، أخذ هوية جديدة كروبن الأحمر، بطولة سلسلة أخرى تحمل نفس الأسم.

## السيرة الذاتية للشخصية الخيالية

### مقدمة
تيم دريك هو أبن جاك دريك و جانيت دريك، قادماً من نفس الطبقة الأجتماعية لبروس واين. عندما كان طفلا صغيراً، زار السيرك لأول مرة مع والديه. وطلب والديه من والدي غرايسون ألتقاط صورة، مما أدى إلى لحظة الربط بين تيم وديك جريسون كألتقائهما للمرة الأولى.
في سن التاسعة، أستنتج دريك هويتي باتمان وروبن في دور بروس واين وديك غرايسون بعد أن شهد التحرك الجمبازي من قبل روبن الذي سبق بأن رأى عرض غرايسون الطائر. مستلهمًا من مآثر الأبطال، درب تيم نفسه في فنون الدفاع عن النفس، والألعاب البهلوانية، ومهارات التحقيق، والدروس لتحفيز نفسه جسديًا وفكريًا. عندما بلغ تيم سن الثالثة عشرة، رأى بأن باتمان أصبح متهوراً وعنيفاً بعد مقتل روبن الثاني (جيسون تود) على يد الجوكر. بعد وفاة والدته وشلل والده، قرر دريك التدخل وقام باتمان بتجنيده في النهاية كثالث روبن.

### روبن (1989-2009)
قبل أنضمامه إلى باتمان في دور روبن الثالث، حصل تيم درايك على إعادة تصميم عصري لملابس روبن وإرسل للتدريب في الخارج مع العديد من الخبراء لتحسين فنون الدفاع عن النفس.عندما يتقاعد بروس واين بعد سقوط الفارس، يذهب روبن منفردًا للدفاع عن غوثام. في نهاية المطاف، شارك روبن مع أبطال خارقين مراهقين آخرين في شباب العدالة ومراهقوا التايتنز. كما أنه ظهر ضيفًا في كتب كوميكس أخرى مثل جناح الليل وعزرائيل.
بعد وفاة والده في أزمة الهوية (2004), وأفضل صديق له سوبر بوي (كون-إل) في الأزمة اللانهائية (2005-2006)، والوفاة المفترضة لصديقته ستيفاني براون في باتمان: ألعاب الحرب (2004-2005), تم نقل دريك إلى بلادهافين، المدينة التي يحارب فيها شقيقه جناح الليل الجريمة، لفترة من الوقت من أجل الهروب من "أشباح مدينة غوثام والبقاء على مقربة من زوجة أبي دانا وينترز الذين تم إدخالهم إلى عيادة بلادهافين بعد دخولهم في صدمة نفسية بمقتل جاك دريك على يد الكابتن بوميرانج.
ثم أعاد تيم درايك عملية إعادة تصميم أخرى لزي روبن مخطط باللونين الأحمر والأسود. الألوان هي نفسها تلك في زي سوبربوي، تكريماً لسوبربوي بعد موته في المعركة. ويتم أعتماد تيم رسمياً من قبل بروس كأبناً له.
ذات مرة تولى ديك دور باتمان بعد وفاة بروس الظاهر في باتمان R. I. P. والأزمة النهائية، يسحب ديك عباءة روبن من تيم ويعطيها لداميان واين. تيم لا يزال يعتقد بأن معلمه لا يزال على قيد الحياة، ويبتكر هوية روبن الأحمر و يترك مدينة غوثام للذهاب في جميع أنحاء العالم بحثاً عن واين.

### روبن الأحمر (2009-2011)
روبن الأحمر، يصور بحث تيم درايك للعثور على أدلة على أن بروس واين لا يزال على قيد الحياة بعد قطع نفسه عن بقية عائلة الوطواط. وقد أتصل به قتلة رأس الغول الذين كانوا مهتمين أيضًا بمعرفة ما حدث لباتمان. وفي الوقت نفسه، تم إرسال تمارا «تام» فوكس، أبنة لوسيوس فوكس، لإيجاد تيم درايك لإعادته إلى غوثام. يذهب تيم إلى العراق، ويكتشف اكتشافًا قاطعًا بأن بروس لايزال حياً وخسر في الوقت المناسب، ولكنه تعرض لكمين من قبل قاتل من مجلس العناكب. يتمكن من قيادة نفسه وبرو إلى فندق تام، وتختطفهم على الفور عصبة القتلة.
على الرغم من تردده في البداية، دخل تيم درايك بتحالف مع رأس الغول قبل أن ينزف حتى الموت بسبب مواجهته مع مجلس العناكب. تم تعيينه مسؤولاً عن عصبة القتلة من قبل راس وأستخدم الوقت للتخطيط لكيفية إيقاف مجلس العناكب وتدمير عصبة القتلة. بعد فشله في إحباط جميع محاولات أغتيال المجلس، بأستثناء واحد، يدرك تيم بأن المجلس سيهاجم قاعدة العصبة، ويدرك بأنه ترك القاعدة في خطر تام. بعد عودته إلى القاعدة، يتمكن في الوقت نفسه من تأخير مجلس العناكب، وتفجير القاعدة، والهروب مع تام.
بعد عرقلة عصبة القتلة التابعة لرأس الغول، يعود دريك إلى مدينة غوثام للإطاحة بخطط راس لأستخدام هاش (تم تغييره جراحياً ليشبه بروس واين) للسيطرة على موارد عائلة واين وتدمير كل ما يعتز به باتمان من خلال توجيه قتلته لأستهداف جميع شركاء باتمان. إدراكًا بأن هذه الهجمات هي مجرد ستار وأن الهدف الحقيقي هو إجبار هاش على توقيف شركة واين إنتربرايسيز، قرر روبن الأحمر مواجهة رأس الغول. ويدعو جميع أصدقائه لحماية الأهداف المختلفة. ومنذ ذلك الحين، عاد دريك إلى مدينة غوثام وأقام علاقات مع عائلته وأصدقائه.
بعد عودة بروس واين، يبدأ تيم بخطط لتوسيع مهمته على الصعيد العالمي مع باتمان، Inc. تم تعيين تيم في نهاية المطاف كقائد لأحدث تجسيد من الآوت سايدرس الذين يعملون الآن كجناح أسود لشركة باتمان. في نهاية المطاف ينضم روبن الأحمر إلى مراهقوا التايتنز ويتولى القيادة من الفتاة المعجزة. وهو لا يزال قائداً للفريق خلال معركته المثيرة ضد سوبربوي-برايم وفيلق دووم الجديد.
بعد مغامرة مع بلاك بات حيث يواجه شقيقة رأس الغول يطارد تيم ويحاول قتل الكابتن بوميرانج خلال ألمع يوم. على الرغم من أن تيم يوقف نفسه في النهاية من قتل بوميرانج، إلا أنه وبخ من قبل باتمان بسبب أفعاله.

### الـ52 الجديدة (2011-2016)
في سبتمبر 2011، استأنفت الـ52 الجديدة تمهيد لأستمرارية دي سي. في هذا الإطار الزمني الجديد، كشف مراهقوا التايتنز #0 عن الأصل الجديد لتيم دريك، والذي يظهر خروجًا كبيرًا عن أصله الأصلي، مما أدى إلى إزالة ارتباطاته بقصة ديك غرايسون الأصلية. في الـ52 الجديدة، تيم هو رياضي موهوب وعبقري في الحاسوب يقترب من أكتشاف هوية باتمان ولكنه لا يميزه أبدًا. عندما يجد تيم باتمان ويتم رفضه لدور الصاحب، يقرر إحضار باتمان إليه، عن طريق اختراق حساب بنك البطريق والتبرع بملايين الدولارات مما يعرض عائلته للخطر. يتعقب حمقى البطريق تيم وعائلته، ولكن باتمان ينقذهم. يضطر والدا تيم للذهاب إلى حماية الشهود، لكنهم يعتقدون بأن تيم يستحق أفضل من ذلك ويطلبون من بروس أن يعتني به من أجلهم. يقوم برنامج حماية الشهود بتغيير أسمه إلى «تيم درايك»، ويتحمل هوية «روبن الأحمر»، بدلاً من هوية «روبن»، احترامًا لجيسون تود. في الأعداد الأخيرة، يظهر بأنه عضو مؤسس لمراهقوا التايتنز، بالإضافة لكونه قائدهم، ويظهر مشاعره للفتاة المعجزة.
كان تيم غير مستعد للقاء بقية عائلة الوطواط في كهف الوطواط بعد أن أصيب بمركب الجوكر الجديد "HA". كان حاضراً عندما قُتل داميان من قبل هيرتيك وأعترف بروس بأنه على الرغم من أنه كانت علاقته مختلة مع داميان إلا أنه حزن عليه. وكان أيضاً في المعركة النهائية بين باتمان وهيرتيك عندما قتلت تاليا أبنها المستنسخ وفجرت برج واين.
كان تيم أيضًا جزءًا من فريق عائلة الوطواط المجمّع الذي ذهب إلى أبوكاليبس لأسترداد جثة داميان. كما ركزت رسالتهم على أستعادة روبن، تيم، جايسون، وباربرا وارتدى زياً مشابه لألوان داميان وكل منهم يرتدي رمز روبن. بعد الأنتهاء من مهمتهم وإحياء داميان سلمه رمز روبن على دعواه للترحيب بعودة داميان إلى الحياة وإلى دور روبن.
في الفترة الزمنية ما قبل التقارب بين العقود الآجلة النهاية، يُعطى اللاجئين من الأرض-2 إشارة من براذر آي، والتي تسمح لهم بالدخول إلى كون الأرض-0، ولكن تبدأ الحرب عندما يتبعهم داركسايد، مما يؤدي إلى وفاة مراهقوا التايتنز، بأستثناء دريك. يتخلى تيم عن عباءة روبن الأحمر ويصبح نادلًا حتى هجوم برينياك، حيث يتم إجراء تغييرات على الجدول الزمني. تم القبض على برينياك، ويتوفي تيري ماكغينيس على يد هجين باتمان-جوكر من براذر آي. يصنع تيم بدلة باتمان بيوند ويعود في الوقت المناسب ويمنع براذر آي من إرسال الإشارة إلى الأرض-2، مما يخلق مستقبلاً جديداً حيث يكون هناك دمار أقل، وأحداث التقارب وكل شيء يحدث بعد ذلك. تم إطلاق تيم في المستقبل الجديد، بعد 35 عامًا، حيث أصبح باتمان الجديد ويدمر براذر آي الضعيفة.

### ولادة دي سي الجديدة (2016–الوقت الحاضر)
في ولادة جديدة، لا يزال تيم دريك يعمل تحت أسم روبن الأحمر المستعار. ويحصل على بدلة روبن الأحمر جديدة وثالثة مماثلة لبدلة روبن الأولى، بأستثناء شعارين "R" بدلاً من واحد. وقد تم الكشف في وقت لاحق في قصة ديتيكتيف كوميكس #965 التي ترجع قصة تيم دريك إلى قصة الكون الأصلي، حيث يكتشف هويات باتمان وروبن بعد وفاة جايسون تود.
يظهر تيم في المقام الأول في «ديتيكتيف كوميكس» كجزء من فريق باتمان وباتومان الجديد في غوثام، جنباً إلى جنب مع أورفان، سبويلر، كلايفايس. ويتم تدريبهم كمجموعة من قبل باتمان وباتومان، الذين يعدونهم للأعداء القادمين المعروفين باسم المستعمرين. تم الكشف عن المستعمرين ليكونوا جماعة عسكرية تحت قيادة والد باتومان، جيك كين، الذين صنفوا أنفسهم على غرار باتمان في مسألة أكثر عنفاً. بعد أن قام فريق الإنقاذ بإنقاذ باتمان وأختراق تيم لقاعدة بياناتهم لأكتشاف خططهم، يرسل جيك موجتين من البات-درونز لإسقاط «عصبة الظلال»، والتي ستقتل مئات الأبرياء في هذه العملية. مع قيام زملائه الآخرين بإخلاء المواقع التي تم إرسال الطائرات بدون طيار إليها (الدرونز)، قام تيم بأختراق توجيه مهمة الدرونز ليجعل من نفسه الهدف الوحيد، مع العلم بأن الدرونز ستتوقف بمجرد التخلص من الهدف.
في الوقت الذي تمكن فيه تيم من القضاء على الموجة الأولى من الدرونز، يبدو بأنه قُتل على يد الموجة الثانية، مما أدى إلى تدمير عائلة الوطواط وزملائه السابقين في فريق مراهقوا التايتنز. قبل المهمة، تم قبول تيم لتلقي منحة عبقرية من جامعة آيفي، ويخطط للدراسة هناك بعد هزيمة المستعمرين. ومع ذلك، فقط قبل أن ينفجر تيم من قبل الموجة الثانية، يتم نقله إلى مكان مجهول من قبل مستر أوز ويظل سجيناً. يقسم تيم بأن أصدقاؤه سيجدونه.
في وقت لاحق، يعلم باتمان من أسكالون، الكيان الروبوتي الذي تم إنشاؤه بواسطة فرسان القديس دوماس، بأن تيم لا يزال على قيد الحياة، وأن على باتمان حلها للعثور على تيم.
في سجن مستر أوز، يُجبر تيم على أستعادة ذكرياته عن الماضي من قبل مستر أوز. مدركًا بأن السيد أوز يستخدم تقنية كريبتونية، يخترقها تيم بسهولة ويطلق سراح نفسه كما يكشف مستر أوز عن هويته كجور-إيل ويختفي. بينما يحاول إيجاد مخرج، تيم يكتشف باتمان لكنه يكتشف بأنه تيم درايك من مستقبل التايتنز غداً،  غير قادر على قبول المستقبل حيث يقرر بأن يصبح باتمان، يجبر تيم على مساعدة نفسه الأكبر سناً في الهروب وأحتواء دومزداي المتحرر. تيم يعلم من نفسه في المستقبل بأن ديك وجيسون وداميان حاولوا جميعاً بأن يكونوا باتمان لكنهم تقاعدوا أو أجبروا على الإطاحة بتيم (في حالة داميان). بعد عودة دوزمداي إلى زنزانته، يتم نقل كل من التيمان آنياً من سجن مستر أوز والوصول إلى غوثام في مستقبل التايتنز غداً. قبل إعادته، يطلب تيم من نفسه في المستقبل بأن يعتذر لكونر ولكن تيم الأصغر سناً ليس لديه أي فكرة عن كونر. تيم عاجز عن نفسه في المستقبل حيث يقرر الأخير العودة في الوقت المناسب لقتل باتومان، والسبب الظاهر في كون تيم يصبح باتمان. يعود تيم إلى غوثام ويعيد لم شمله مع عائلة الوطواط لكنه يحذرهم من تيم المستقبلي.

## المهارات والقدرات

### المهارات القتالية
قبل أن يصبح روبن، تيم دريك كان قد تدرب بنفسه في فنون الدفاع عن النفس بما في ذلك أيكيدو، الجودو، الكاراتيه، سافات وتاي تشي بالإضافة إلى الجمباز; في وقت لاحق شحذ تدريبه بعد أن أصبح روبن، يجري تدريسه من قبل العديد من المعلمين بما في ذلك باتمان وديك غرايسون، والسيدة شيفا. على الرغم من تعرضه للضرب والضرب من قبل أعضاء آخرين من عائلة الوطواط. لا سيما جايسون وداميان، يظهر بأنه محارب محنك وماهر. كما تجدر الإشارة إلى أن تيم مصاصة لكمات داميان في واحدة من المواجهات المبكرة وذلك لفترة كان تيم عادة يتحجم عند مواجهة ضد داميان. عندما قرر تيم في النهاية عدم التراجع، يتمكن من التغلب على داميان بسهولة. وقد عقد تيم نفسه لفترة وجيزة ضد ديك غرايسون. سلاحه المفضل هو البو. يتمكّن تيم من صدّ العديد من القتلة سييء السمعة من مجلس العناكب في آن واحد بينما كان يحمي تام فوكس وأيضاً في نهاية خطته لتدمير العديد من قواعد عصبة القتلة. كسب الثناء من رأس الغول نفسه الذي كان يراقب القتال من بعيد. تمكن من النجاة من مواجهة قاتلة مع جاسون تود [القلنسوة الحمراء] في معركة القلنسوة بتظاهره بأنه ميت. ثم يُنقذ في نهاية المطاف من قبل روبن داميان واين. ويتم تطعيمه ضد العديد من السموم التي صادفتها عائلة باتمان، بما في ذلك سموم الجوكر، وسم الخوف من الفزاعة، وبعض فيرومونات سموم آيفي.

### مهارات أخرى
الأكثر موهبة فكرياً من الروبينز الآخريين، أستنتج دريك أغلبية هويات الأبطال الآخرين، بما في ذلك البرق وسوبرمان. بالإضافة إلى ذلك، بعد إحباط خطة رأس الغول الأساسية لأغتيال الجميع، كان بروس واين يهتم ويدمر ثروة عائلة واين، قام رأس بتسمية تيم كـ«مخبر»، وهو لقب شرير أحتفظ به مرة واحدة فقط لبروس واين. وقد مكنه ذكائه من التفوق في علوم الحاسوب وإدراك التقنيات العلمية المتنوعة، بما في ذلك علم الأحياء والهندسة والوراثة، والتي ثبت أستخدامها في محاولاته لإعادة أستنساخ سوبربوي. كما يتحدث تيم عدة لغات بالأضافة للغته الإنجليزية، بما في ذلك الكانتونية، الروسية، لأسبانية والألمانية.
وقد عمل دريك، كما ديك غرايسون، كقائد لمراهقوا التايتنز، بالإضافة إلى شباب العدالة، وحتى تم تكليفه بمسؤولية جهود الإنقاذ التي قام بها في بلادهافين من قبل سوبرمان، بعد الهجوم الذي قام به ديثستروك وزملاؤه الأشرار.

## الأزياء
وكان لباس روبن الاصلي لتيم دريك ذات جذع أحمر، وحزاماً أصفر، وحذاء أسود، وأكماماً خضراء قصيرة، وقفازات، وسروال. وكان يرتدي عباءة سوداء من الخارج وصفراء من الداخل. كان هذا الزي مختلفًا عن زي سابقه من حيث أنه يوفر حماية أكبر مع تونيك مدرعة ودرع للعنق، أحذية طويلة، و"R" شوريكين لحالات الطوارئ على صدره، بالإضافة إلى الباترانغ التقليدية، وبو قابلة للطي كسلاح رئيسي للشخصية.
في أعقاب الأزمة اللانهائية و الـ52, قام تيم درايك بتعديل ملابسه لصالح نظام الألوان الأحمر والأسود بشكل كبير، وذلك تكريمًا لأفضل صديق له، سوبربوي (كون-إيل), الذي توفي أثناء قتاله مع سوبربوي من الأرض-الرئيسية. كان زي روبن هذا ذو جذع أحمر، وأكمام طويلة، وسروال ذات رداء أسود من الخارج وأصفر من الداخل. وكان لديه أيضاً حزام أصفر، وقناع دومينو أسود، وقفازات، وحذاء.
أستأنف تيم دريك فكرة الزي الأحمر والأسود عندما أخذ هوية روبن الأحمر. يتألف زي روبن الأحمر من سترة حمراء طويلة الأكمام، جنباً إلى جنب مع أحذية سوداء، لباس ضيق، وقفازات، وكاب ذو قلنسوة. كما أشتملت على حزام مرفق بلونين أسود وذهبي يحمل أسلحة «دريك». بعد مواجهة دريك مع رأس الغول في روبن الأحمر #12، تم تغيير الزي قليلاً مع قفاز مدبب، سترة ضيقة، وحزام أدواة جديد.
أستمر موضوع الزي الأحمر والأسود في عام 2011 مع ملابس تيم درايك في الـ52 الجديدة. تم تغيير الزي بشكل كبير، حيث كان من قطعة واحدة حمراء وسوداء، مع أحزمة متنوعة على خصره وساقيه. تم أستبدال القلنسوة بالكامل بقناع الدومينو الأسود، على غرار تصاميم الروبن الأثنان السابقين. تم ربط حزام الصدر الخاص به بمجموعة من الأجنحة التي تعمل بالطاقة الصاروخية، والتي صممها فيرجيل هوكينز، وهو ثابت. الملقب بستاتيك، والتي تسمح لروبن الأحمر بالقدرة على الطيران. وتابع أستخدام سلاح البو وغيرها من معداته المتنوعة.
في عام 2016 دي سي ولادة جديدة، يحافظ تيم درايك على دور روبن الأحمر. وزي هذا الروبن الأحمر بمثابة تكريم لأول زي روبن له. يتم إرجاع زيّه إلى مظهر مشابه لزيّه الأصلي من روبن والذي يتكون من جذع أحمر وحزام مرفق أصفر وسروال أسود وأكمام قصيرة خضراء وقفازات وحذاء. ولديه أيضاً كاب جديد أسود من الخارج وأصفر من الداخل على غرار كاب روبن. في حين أن بدلة الروبن الأحمر مشابهة لبدلة روبن الأولى، ولديه حرفان "R" ليصبح شعاره بدلاً من واحد، لإظهار بأنه لم يعد روبن وهو الآن روبن الأحمر. القناع مشابه لقناع الدومينو في الـ52 الجديدة. ولا يزال البو سلاحه الأساسي.

## إصدارات بديلة

### باتمان بيوند
بعد أحداث باتمان بيوند: عودة الجوكر، يعمل تيم دريك كشخصية داعمة في سلسلة الكتب المصورة الجارية باتمان بيوند. يتم تحريره من سيطرة الجوكر، على الرغم من أن التجربة تركته مع شكوك ويبقى جاهداً للحفاظ على سلامة عقله. يتبين بأن زوجته كانت تدرك ماضي زوجها البطولي وتعذيبه، وأنها ضمنت أن تلتقي تيم ومرشده السابق في مرحلة ما قبل تقاعده من منصب روبن.
عرض بروس على تيم وظيفة في شركته، والتي قبلها، بعد أن قام بدمجها مع شركة لوسيوس فوكس جونيور فوكستيكا وأطلق عليها اسم شركة واين إنكوربورايتيد، بشرط ألا يشارك تيم في الأنشطة البطولية التي يقوم بها بروس. وسيقوم تيري أو JLU وبروس بدفع رسوم التعليم لأطفاله.

### التايتنز غداً
في قصة «التايتنز غداً» أثناء دور الكاتب جيف جونز في المراهقوا التايتنز, يواجه روبن وبقية أعضاء الفريق تصورات مستقبلية لأنفسهم من وقت بعد مقتل جميع المعلمين. كباتمان الوحشي الجديد، قام تيم دريك شخصياً بمطاردة كل عضو في معرض المحتالين لمعلمه، وتحويل مصحة آركام إلى مقبرة مليئة بقبور أعداء باتمان الأصليين، الذين قتلهم تيم باستخدام نفس المسدس الذي أستخدمه جو تشيل لقتل توماس ومارثا واين عندما كان بروس طفلاً. واجه تيم صعوبة في قبول أنه يمكن أن يتبنى مثل هذه الأساليب الوحشية كخليفة مباشرة لباتمان، الذي كان دائماً يحافظ على سياسة صارمة ضد القتل. في معركة أخيرة بلغت ذروتها في تصادم تايتنز الحاضر والمستقبل، تنتهي المعركة بطريق مسدود. باستخدام جهاز الجري كوني في كهف الوطواط لتيم البالغ، يعود روبن وفريقه إلى وطنهم للتفكير في المستقبل الذي رأوه.

### الظلم: الآلهة بيننا
في هذا الواقع القائم على لعبة الفيديو التي تحمل نفس الأسم، كان تيم دريك عضوًا جديدًا في فريق مراهقوا التايتنز كروبن الأحمر في وقت أنفجار الجوكر النووي في متروبوليس. تبع التايتنز سوبربوي إلى قلعة العزلة حيث يحاول أن يوقف سوبرمان. يحاول تيم رفع جهاز العرض الضوئي من فانتوم زون، ولكنه لا يستطيع لأن سوبرمان وضع غطاء أمان يزن مائة طن. عندما يصاب سوبربوي بجروح قاتلة، يتم إرسال تيم وغيرهم من التايتنز من قبل سوبرمان إلى الفانتوم زون.
في مقدمة الظلم 2، في الأخير يتم أنقاذ تيم والتايتنز (عدا سوبربوي) من قبل باقي الأبطال. ولكن عندما يجتمع شمله مع باتمان، يهرب الجنرال زود من الفانتوم زون ويقتل تيم عن طريق أختراق قلبه برؤيته الحرارية.

### قنابل دي سي
يظهر تيم دريك في أستمرارية قنابل دي سي،  كسجين سابق في دار أيتام كاثرين-ويبّ، حيث يجبر هو والآخرون على بناء روبوتات لداعمي آكسيس. يتم إنقاذه في النهاية من قبل فتاة الوطواط، الذي ينضم إليها بعد ذلك، يرتدي زي بيسبول مشابه للباسه لشخصية روبن على الأرض الرئيسية.

### الـ52 الجديدة: نهاية العقود الآجلةوباتمان بيوند
في سلسلة نهاية العقود الآجلة،  يتولى تيم دريك الكبير دور باتمان بعد وفاة تيري ماكغينيس. في عام 2015، أنطلق دريك في سلسلة باتمان بيوند الجديدة. في السلسلة، قام تيم درايك بتزوير وفاته خلال الحرب بين الأرض الرئيسية والأرض-2 وأصبح مالك حانة بأسم كال كوركوران. ساعد تيري ماكغينيس الذي عاد عبر الزمن لمنع إنشاء براذر آي. بعد مقتل تيري الذي قتل في معركة الدفاع عن دريك من باتمان/الجوكر الهجين براذر آي (وهو متحكم براذر آي من دمج باتمان والجوكر من الخط الزمني لتيري) مرر بدلة الوطواط المستقبلية إلى تيم، وفي رغبته للموت طلب منه أن يصبح باتمان الجديد. والعودة عبر الزمن لمنع الحرب بين الأرض الرئيسية والأرض-2، والذي كان يعتقد بأنه سوف يمنع إنشاء براذر آي.
يسافر بنجاح عبر الزمن لمدة 5 سنوات باستخدام سوار زمني ويقنع براذر آي بعدم إرسال أشارة لجذب البطل الذي نجا من الأرض-2 وبالتالي منع الحرب مع الأرض-2. بعد الأنتهاء من مهمته ترسل براذر آي تيم إلى الجدول الزمني لتيري على أمل العثور على تيري الحي حتى يتمكن من العودة إلى بدلة الوطواط خاصته. ومع ذلك، ما وجده هو نفس المستقبل، ويدرك تيري بأن هذا ثابت ولا يمكن هزم براذر آي في ماضي تيم ويعلن بأن براذر آي لم يفز بعد.
بعد أيام قليلة، يتوقف تيم عن العمل في منشأة واين-للطاقة من قبل الجوكرز الذين يحاولون سرقة أحد المكونات الحاسمة التي تحافظ على براذر آي من اكتشاف مدينة غوثام. وفي وقت لاحق التقى بمات شقيق تيري الذي كان غاضباً من تيم بسبب أرتدائه لباس أخيه، وبصورة خاصة يعلن بأنه كان هو الذي خلف تيري بأسم باتمان.
في أعقاب الأجتماع، قام تيم بزيارة خارج مدينة غوثام إلى معسكر أعتقال يمسك جميع الأشخاص الذين تم الأستحواذ عليهم من قبل براذر آي. قبل أن يتمكن من أقتحام المنشأة يتعرض لهجوم من قبل براذر آي المتحول لسوبرمان الذي يحاول قتله. مع العلم بأنه لا يستطيع قتل سوبرمان يزيد ا.ل.ف.ر.ي.د أحتياطيات الطاقة لبدلة الوطواط، مما يؤدى إلى إصابة سوبرمان مؤقتاً. ونتيجة لذلك، تعطل بدلة الوطواط نفسها تاركة تيم في ملابسه المدنية وأعزل ضد جيش البراذر آي. يتم القبض عليه ووضعه في مركز أعتقال حيث يلتقي بجيبسون صديق تيري ماكس وبمفاجأته باربرا غوردون.
ولكن بعد دي سي الولادة الجديدة، يعود تيري ماكغينيس إلى الحياة مرة أخرى، ثم أخذ عباءة باتمان بيوند مرة أخرى.

### جناح الليل: النظام الجديد
في هذا الواقع البديل، ينهي جناح الليل نزاعًا مستمرًا بين الكائنات ذات قوى خارقة من خلال تنشيط جهاز يعمل على تخريب نسبة تسعين بالمائة من سكان ذوي القوى الخارقة. وهذا يبني لمستقبل حيث يتم حظر القوى الخارقة ويجب على أي أحد يمتلك قوى خارقة أن يأخذ أدوية مانعة أو أن يتم احتواؤه ودراسته إذا لم تعمل الأدوية عليه. في عام 2040، تقاعد تيم من أيام روبن الأحمر ويربى الآن أطفاله الثلاثة. عندما يصبح ديك هاربًا بعد أن يكتشف بأن أبنه جيك لديه قوى خارقة، يستخدم تيم مهاراته في الحاسوب لمساعدة ديك في تحديد موقع جيك. ويعتقد تيم بأن ديك قد أتخذ القرار الصحيح بتجريد السكان من القوى.

## في وسائل الإعلام الأخرى

### التلفزيون
- يظهر تيم دريك كشخصية داعمة في شباب العدالة: الغزو، عبر عنه كاميرون بوين. هذا الزي لروبن تكرار مشابه لزي 'بعد سنة واحدة' مع بعض التأثيرات الحديثة، ويستخدم البو كسلاح مثل مايفعل في الكوميكس. وقدم في حلقة «سنة جديدة سعيدة» كنسخة ثالثة من روبن. في حلقة «الرضا»، شوهد وهو يعاين نصب جيسون تود التذكاري. يظهر تيم كمتردد في البداية بتولي أدوار قيادية، وهو أمر يشعر به إلى حد ما من خلال جناح الليل. على الرغم من هذا، يظهر بأن لهما علاقة أخوية مع بعضهما البعض. هذه العلاقة العائلية تمتد أيضاً إلى فتاة الوطواط الأكثر خبرة. مثل ديك جريسون في الموسم الأول، يُمنع تيم من الكشف عن هويته السرية للفريق (يرتدي نظارات شمسية خفية عندما يخلع زيه). ويشارك لحظة تفاعل قصيرة مع ستيفاني براون خلال حلقة «قبل الفجر». في خاتمة «نهاية اللعبة»، يظهر بأنه في علاقة مع الفتاة المعجزة بعد وفاة كيد فلاش الذي أعطى الفتاة المعجزة الشجاعة لتقبيله. نظرًا للمجموعة الكبيرة من هذا العرض، كان دور تيم بشكل أساسي كشخصية خلفية وتم إبرازه فقط في مناسبات معينة. كانت مهاراته التحليلية حتمية في مساعدة بلو بيتل على التغلب على سيطرة الريتش.

#### عالم دي سي الرسوم المتحركة
تيم دريك يصنع أول ظهور له كصورة ثانية لتجسيد روبن في عالم دي سي الرسوم المتحركة، في البداية عبر عنه ماثيو فالنسيا (روبن في مغامرات باتمان الجديدة وسوبرمان: سلسلة الرسوم المتحركة)، وفي وقت لاحق من قبل ايلي مارينثال (روبن في باتمان: سر الباتومان) وشين سويت (روبن في صدمة ثابتة)، إلى جانب دين ستوكويل (شكل البالغ في باتمان بيوند: عودة الجوكر).
- مزيج روبن في مغامرات باتمان الجديدة ممزوج قليلاً مع جيسون تود. يبدو زي روبن الخاص به متطابقًا مع زي روبن ديك غرايسون من باتمان: سلسلة الرسوم المتحركة، وبالإضافة إلى زي روبن تيم دريك من الكوميكس، ولكن بأكمام سوداء وقفازات وسروال مع طماق الأحمر. الشخصية محورية، ويساعد باتمان وفتاة الوطواط ضد ذو الوجهين في «خطايا الأب»، يساعد باتمان في قتال الجوكر في «فرسان العطل»، وتقريباً ضحية للأنتقام الفردي لمستر فريز في «الراحة الباردة»، ويمنع باتمان من قتل فزاعة في «لا تخاف أبداً»، كاد يقتل كلايفايس لفتاة أراد مساعدتها في «الآلام المتزايدة»، يساعد باتمان مع مشكلة تتعلق بإرتيجان الشيطان في «الشيطان في الداخل»، كاد يكون ضحية في كابوس باربرا غوردون «على الحافة»، ساعد باتمان وفتاة الوطواط ضد المزارع براون في «المخلوقات»، أستعبد مع جناح الليل في «قانون الحيوان» و«الجروح القديمة»، ساعد على احباط مخطط آيفي السامة في «الكيمياء» وساعد باتمان في تتبع الزاحف في «أحذر الزاحف».
- كما قدم روبن ضيفًا على منتجات DCAU الأخرى، حيث تعاون مع سوبرمان في سوبرمان: سلسلة الرسوم المتحركة وستاتيك في الصدمة الثابتة، وله دور داعم في وقف هياج باتومان الذي عزز الثراء في فيلم الرسوم المتحركة لعام 2003 باتمان:لغز المرأة الوطواط، ويجعل حجاباً في فرقة العدالة سلسلة الرسوم المتحركة.
- في فيلم الرسوم المتحركة لعام 2000 باتمان بيوند: عودة الجوكر, يتم أختطاف روبن وتعذيبه من قبل الجوكر لإجباره على البوح بأسرار باتمان إلى درجة الجنون. كالمجنون «جوكر الإبن» ويقتل الجوكر ومن ثم يعاني من أنهيار عصبي، مما يؤدي إلى كسر عائلة الوطواط والتقاعد. بعد مساعدته على العودة إلى رشده، لا يُسمح له بأستئناف دور روبن، ثم يترك في نهاية المطاف لأتخاذ القرار الصحيح لنفسه ويصبح مهندس أتصالات مع زوجة وطفلين. في المستقبل، تحول تيم دريك، البالغ من العمر 53 عامًا، إلى شكل جديد من الجوكر عبر تقنية علم الوراثة المسروقة والتي تحتوي على ذهن الشرير وذكرياته وحمضه النووي. ويصبح أخيراً حرّ عندما تدمّر الشريحة الوراثية للجوكر من قبل باتمان الجديد (تيري ماكجينيس).

### الأفلام
- يُقدم روبن الأحمر لأول مرة في الرسوم المتحركة في باتمان دون حدود: الغرائز الحيوانية وباتمان دون حدود: وحش الفوضى، عبر عنه يوري لوينثال. في هذا الإصدار لا يزيل قناعه. ويُطلق عليه «روبن الأحمر» لمرة واحدة فقط، كما يُطلق عليه أسم الرمز الأصلي الخاص به مرةً أخرى في الغرائز الحيوانية ولكنه يُشار إليه دائمًا بأسمه الحالي في وحش الفوضى. ومع ذلك، فأن ألفريد بيني وورث لم يشر إليه من قبل بأسمه الحقيقي، مؤكداً بأن هذا الإصدار من روبن الأحمر هو تيم درايك. في باتمان دون حدود: ميتش ضد بيني وورث ذكره داميان واين.
- يظهر ثلاثة أولاد يدعون ديك، وجايسون، وتيم في باتمان: غوثام من خلال ضوء الغاز يحاولون سرقة زوجين قبل أن يتم إيقافهم من قبل باتمان.
- تظهر نسخة أقطاعية من اليابان لروبن الأحمر في باتمان نينجا، أداها كينغو كاوانيشي وويل فريديل في اليابانية والإنجليزية على التوالي.

### ألعاب الفيديو
- يظهر روبن في باتمان: الغد المظلم، عبر عنه جوناثان رومية.
- يظهر روبن في باتمان: ارتقاء سين تزو، عبر عنه سكوت مينفيل.
- يظهر روبن في عالم دي سي على الإنترنت، عبر عنه فيل ويتون.
- يظهر روبن كشخصية قابلة لللعب في شباب العدالة: الأرث، عبر عنه مرة أخرى كاميرون بوين.
- يظهر روبن في الأزمة اللانهائية، عبر عنه مرة أخرى كاميرون بوين.

#### سلسلة ليغو
- يظهر روبن في ليغو باتمان: لعبة الفيديو، مع غناء المقدمة من قبل جيمس آرنولد تايلور.
- يظهر تيم دريك كشخصيتين منفصلين قابلة لللعب في ليغو باتمان 2: دي سي الأبطال الخارقين، عبر عنه تشارلي شلاتر. يظهر روبن في البداية، في حين يظهر روبن الأحمر أيضاً في إصدار نينتندو دي أس.
- يظهر روبن كشخصية قابلة لللعب في ليغو باتمان 3: ما وراء غوثام، مرة أخرى عبر عنه تشارلي شلاتر. وهو بمثابة واحد من أهم شخصيات القصة.
- يظهر تجسد تيم دريك روبن في ليغو أبعاد كشخصية غير قابلة لللعب، عبر عنه سكوت مينفيل. وهو واحد من ثلاثة شخصيات، الشخصيات الأخرى فرودو باجنز وميتالبيرد، على أن تؤخذ من قبل لورد فورتيتش.

#### باتمان: آركام
يظهر تيم دريك في سلسلة باتمان: آركام. يصف المنتجون هذه النسخة من الشخصية بأنها الأكثر حزناً والأكثر ظلامية، لتتناسب مع نغمة السلسلة. تم إعادة تصميم زيّه بشكل جذري، حيث يضم الألوان الحمراء والصفراء التقليدية ويظهر روبن بمظهرًا أكثر عضلاً مع قصّة قصيرة.
- يظهر روبن لأول مرة في باتمان: مدينة آركام، عبر عنه تروي بيكر. هو شخصية قابلة للّعب في جميع خرائط التحدي بالإضافة إلى الظهور في القصة، أحد الأزياء البديلة له هو زي روبن الأحمر.
- يظهر روبن في باتمان: فارس آركام، عبر عنه ماثيو ميرسر.
- روبن يجعل له ظهوراً قصياًر في باتمان: آركام في آر، عبر عنه توم أوستن.

#### سلسلة الظلم
- تيم دريك هو وارد في الظلم: الآلهة بيننا. يتم سرد أسمه على قائمة المستهدفين خلال العرض النهائي لـديثستروك، وبطاقة روبن الأحمر غير قابلة للّعب في إصدار لعبة الآي أو أس.
- روبن الأحمر يجعل له ظهوراً قصيراً في الظلم 2, في العرض النهائي لـسايبورغ كأحد مراهقوا التايتنز المفقودين الذين تمت أعادتهم بواسطة سايبورغ مع قوى برينياك.

## الطبعات المجمعة
في عام 1993، بعد بضع سنوات من ظهوره الأول كروبن، أطلقت دي سي سلسلة منفردة شهرية تضم مغامرات تيم دريك كروبن، مع ظهور باتمان كطابع داعم. أنتهت السلسلة في فبراير 2009 مع عدد #183 بعد أحداث باتمان: RIP والأزمة النهائية. بداية من أغسطس 2009، تألق دريك في مسلسل جديد، روبن الأحمر. كما لعب دور البطولة في بعض القصص القصيرة والوان-شوت. تم جمع هذه المواد على النحو التالي:
| العنوان                          | المواد التي تم جمعها                                                     | ISBN              |
| -------------------------------- | ------------------------------------------------------------------------ | ----------------- |
| روبن، المجلد. 1: الولادة الجديدة | باتمان #455-457, ديتيكتيف كوميكس المجلد. 1 #618-621 وروبن المجلد. 1 #1-5 | SC: 1-40125-857-3 |
| روبن، المجلد. 2: المظفرة         | باتمان #465, 467-469, روبن الثاني #1-4 وروبن الثالث #1-6                 | SC: 1-40126-089-6 |
| روبن، المجلد. 3: سولو            | روبن المجلد. 4 #1-5, روبن السنوي #1-2 وشوكيس '93 #5-6, 11-12             | SC: 1-40126-362-3 |
| روبن، المجلد. 4: نقطة تحول       | روبن المجلد. 4 #6-13 وشوكيس '94 #5-6                                     | SC: 1-40126-587-1 |
| روبن، المجلد. 5: حرب التنانين    | روبن المجلد. 4 #14-22, روبن السنوي #3 وديتيكتيف كوميكس #685-686          | SC: 1-40127-512-5 |
| روبن: دون قناع!                  | روبن المجلد. 4 #121-125                                                  | SC: 1-4012-0235-7 |
| روبن/فتاة الوطواط: دماء جديدة    | روبن المجلد. 4 #132-133; فتاة الوطواط #58-59                             | SC: 1-4012-0433-3 |
| روبن: لتقتل طيراً                 | روبن المجلد. 4 #134-139                                                  | SC: 1-4012-0909-2 |
| روبن: أيام من النار والجنون      | روبن المجلد. 4 #140-145                                                  | SC: 1-4012-0911-4 |
| روبن: مطلوب                      | روبن المجلد. 4 #148-153                                                  | SC: 1-4012-1225-5 |
| روبن: المراهقة القاحلة           | روبن المجلد. 4 #154-162                                                  | SC: 1-4012-1480-0 |
| روبن: البطولات الكبيرة           | روبن المجلد. 4 #163-167                                                  | SC: 1-4012-1673-0 |
| روبن: الميول العنيفة             | روبن المجلد. 4 #170-174; روبن/جناح خاص #1                                | SC: 1-4012-1988-8 |
| روبن: البحث عن بطل               | روبن المجلد. 4 #175-183                                                  | SC: 1-4012-2310-9 |
| روبن الأحمر: الكأس               | روبن الأحمر #1-5                                                         | SC: 1-4012-2619-1 |
| روبن الأحمر: تصادم               | روبن الأحمر #6-12, فتاة الوطواط المجلد. 3 #8                             | SC: 1-4012-2883-6 |
| روبن الأحمر: قائمة الضرب         | روبن الأحمر #13-17                                                       | SC: 1-4012-3165-9 |
| روبن الأحمر: 7 أيام من الموت     | روبن الأحمر #18-21, 23-26 ومراهقوا التايتنز المجلد. 3 #92                | SC: 1-4012-3364-3 |

## غيرها من الطبعات المجمعة
- باتمان: مكان وحيد للموت
- باتمان: سقوط الفارس المجلد. 2: سعي الفارس الطبعة الجديدة (روبن المجلد. 4 #7)
- باتمان: سقوط الفارس المجلد. 3: نهاية الفارس الطبعة الجديدة (روبن المجلد. 4 #8 و9 و11 و13)
- باتمان: الضال (روبن المجلد. 4 #11-13)
- باتمان: العدوى (روبن المجلد. 4 #27-28)
- باتمان: تراث (روبن المجلد. 4 #32-33)
- باتمان: كارثة (روبن المجلد. 4 #53)
- باتمان: أرض لا أحد (الطبعة الحديثة) ج. 2 (روبن المجلد. 4 #67)
- باتمان: أرض لا أحد (الطبعة الحديثة) ج. 3 (روبن المجلد. 4 #68-72)
- باتمان: أرض لا أحد (الطبعة الحديثة) ج.4 (روبن #المجلد. 4 #73)
- باتمان: غوثام الجديدة المجلد. 2: سقوط ضابط (روبن المجلد. 4 #86)
- بروس واين: القاتل؟  (روبن المجلد. 4 #98-99)
- باتمان: ألعاب الحرب (الطبعة الحديثة) ج. 1 (روبن المجلد. 4 #121, 126-129)
- باتمان: ألعاب الحرب (الطبعة الحديثة) ج. 2 (روبن المجلد. 4 #و130 و131)
- مراهقوا التايتنز المجلد. 5: الحياة والموت (روبن المجلد. 4 #146-147)
- باتمان: قيامة رأس الغول (روبن المجلد. 4 #168-169 & السنوي المجلد. 4 #7)
- باتمان: غوثام يجب أن تُحاكم (ريد روبن #22)

## وصلات خارجية
- DC Comics: روبن
- Robin (Tim Drake) على قاعدة بيانات الكتب المصورة
- تيم دريك على IMDb
- تيم دريك المراجع
- بودكاست المقابلة مع فنان كوميكس روبن فريدي ويليامز الثاني